# Abrabanel

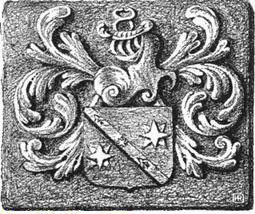
Stemma

Gli Abrabanel sono una famiglia ebraica tuttora esistente, di antica origine gerosolimitana, nota anche con i nomi Abarbanel o Abravanel, stabilitasi per secoli in Castiglia, donde poi giunse in Portogallo ed in seguito in Italia, rimanendovi per circa un secolo, quindi in Costantinopoli.
Vi appartennero personalità celebri, soprattutto uomini di lettere e banchieri. 
Don Isaac Abrabanel fu letterato e divenne ministro di Alfonso V del Portogallo. Ebbe due figli: Giuda, detto Leone Ebreo, e Samuel Abrabanel (Lisbona, 1473 - Ferrara, 1547), potente banchiere a Napoli.
Don Jacob Abrabanel, figlio di Samuel, fu banchiere a Ferrara e agente del granduca Cosimo I de' Medici.
Altra nota personalità fu Donna Benvenida Abravanel, che capeggiava un'importante compagnia mercantile internazionale tra gli anni Trenta e Quaranta del secolo XVI.
Uno dei personaggi principali del romanzo Giuda di Amos Oz, scrittore israeliano, porta il cognome Abrabanel ed è descritto come un collaboratore di David Ben Gurion.